# Ана Глинска
Ана Глинска (рус. Анна Глинская, девојачко Јакшић, рус. Якшич; 1473 — после 1553) била је српска и руска племкиња, родом из српске властеоске породице Јакшића. Била је ћерка српског војводе Стефана Јакшића (ум. 1489) и његове супруге Милице (жива 1506). Ана је била удата за кнеза Василија Лавовича Глинског († 1515), брата моћног кнеза Михаила Лавовича Глинског († 1534).
Ана и Василије у браку су имали децу, кнезове Јурија Васиљевича Глинског († 1547), Ивана Васиљевича Глинског († 1550), Михаила Васиљевича Глинског († 1559) и принцезу Јелену Глинску († 1538). Анина и Василијева ћерка Јелена Глинска удала се за великог кнеза Русије Василија III († 1533).
Ана је преко ћерке била бака и васпитачица цара Ивана Грозног († 1584).  После смрти ћерке Јелене Глинске 1537. године остала је најближи рођак младог великог кнеза а касније цара Ивана Грозног.

## Ана у Москви
Нема података о Анином начину живота у Москви, с обзиром на то да је након смрти Елене Глинске 1538. године, остала најближи рођак младог великог кнеза. Можда се ћутање московских писаних извора о Ани (и о Глинским уопште) објашњава исправкама у аналима које су предузели након свргавања Глинских од стране њихових непријатеља из редова бојарског племства.
Године 1547, током прослава поводом пунолетства Ивана Васиљевича и његовог венчања са Анастасијом Романовном , Ана Глинскаја је „активно учествовала у њима” и, према речима једног истраживача, благословила младенце старом мозаичком иконом које приказује св. Ане, која се сада налази у Ватопеду и на полеђини чува жиг царице Анастасије.
Ширење у Москви до сада непознатих икона са ликовима српских светитеља често се доводи у везу са Аниним балканским пореклом. Касније је Иван Васиљевич издашно помагао српске манастире, а посебно Хиландар, за који је дао богате прилоге, а 1556. је братству поклонио Хиландарски комплекс у Москви. А. И. Некрасов је повезао посвету припрата чувене Ђаковске цркве у близини Коломенског (прототип Саборне цркве Василија Блаженог) са именима предака Грозног, међу којима су Тома Палеолог и Ана Глинска.

## Регентство и последице
За време регентства њене ћерке Елене Глинске од 1533. до 1538. године, Ана је наводно имала утицај на послове руске државе. После смрти њене ћерке, Ана и њени синови, ујаци младог цара Ивана, уклоњени су из утицаја. Када је њен унук Иван IV проглашен пунолетним и регентство укинуто, Ана и њени синови су се вратили у наклоност, обезбеђујући утицај на њега током његове ране владавине. Активно су учествовали у крунисању Ивана (1547). Цар им је доделио кнежевину и дозволио одмазду њиховим бившим противницима, која је извршена „по наређењу кнеза Михаила Глинског и његове мајке Ане”, а не самог цара.
Утицај Ане и њених синова створио је јавну мржњу према њима, а када је пожар уништио велике делове Москве у јуну 1547. године, јавност је захтевала да им се Ана преда и оптуживали су је да је чаробница која је украла срца људи, а затим прелетела град и попрскала га крвљу из срца, изазвавши пожар. Ана и њен син Михаил били су приморани да побегну и сакрију се, док су другог Аниног сина Јурија убили изгредници. Ови инциденти су уништили њихову моћ, али су се упркос томе вратили на свој некадашњи утицај. Када су се појавили у јавности да присуствују венчању Ивановог брата Јурија, дворско племство је протестовало и убедило цара да уклони баку и ујака из двора. Након тога, њихов утицај је коначно опао.

## Смрт
Повукла се у Тројичну лавру Светог Сергија, где је положила постриг и замонашила се под именом Анисија. Умрла је у истом манастиру 1553. године.

## Потомство
У браку са Василијем Глинским, Ана Јакшић је имала неколико синова и кћери, од којих су истакнуту улогу у политичком животу имали:
- Јуриј Васиљевич Глински (1495—1547)
- Иван Васиљевич Глински (1500—1550)
- Михаил Васиљевич Глински (1505—1559)
- Јелена Васиљевна Глинска (1506—1538)